# The Electric Light Orchestra (album)
The Electric Light Orchestra je první studiové album stejnojmenné anglické kapely. Vydáno bylo v prosinci roku 1971 společností Harvest Records. Ve Spojených státech amerických vyšlo v březnu 1972 (vydavatelství United Artists Records) pod názvem No Answer, který byl použit následkem nedorozumění. 
V americké hitparádě Billboard 200 se album umístilo na 196. příčce, zatímco v britské UK Albums Chart na 32.
Jde o první a poslední album, kde byla kapela pod uměleckým vedením dvojice Jeff Lynne – Roy Wood, kteří se také rovnocenně podíleli na autorství materiálu. Wood pak během práce na druhém albu skupinu opustil a vůdčí postavou se stal sám Lynne, který postupně posunul původní experimentální art-rockový a prog-rockový zvuk (typický pro toto album) k uhlazenějšímu symfonickému rocku a progresivnímu popu, jež se během 70. let staly značkou kapely.

## Seznam skladeb
1. „10538 Overture“ (Lynne) – 5:30
2. „Look at Me Now“ (Wood) – 3:16
3. „Nellie Takes Her Bow“ (Lynne) – 5:58
4. „The Battle of Marston Moor (July 2nd, 1644)“ (Wood) – 6:02
5. „First Movement (Jumping Biz)“ (Wood) – 2:58
6. „Mr. Radio“ (Lynne) – 5:02
7. „Manhattan Rumble (49th Street Massacre)“ (Lynne) – 4:21
8. „Queen of the Hours“ (Lynne) – 3:21
9. „Whisper in the Night“ (Wood) – 4:48

## Obsazení
- Jeff Lynne – zpěv, klavír, kytara, perkuse, baskytara, syntezátor
- Roy Wood – zpěv, violoncello, kytara, baskytara, kontrabas, hoboj, fagot, klarinet, zobcová flétna, perkuse, krumhorn
- Bev Bevan – bicí, perkuse, tympány
- Bill Hunt – lesní roh, pikola
- Steve Woolam – housle
- Rick Price – baskytara
- Wilf Gibson – housle
- Hugh McDowell – violoncello
- Mike Edwards – violoncello
- Andy Craig – violoncello